# Aire urbaine de Sarrebruck - Forbach (partie française)
L’aire urbaine de Sarrebruck-Forbach est une aire urbaine française comptant 25 communes et centrée sur l'unité urbaine de Forbach. Ses 102 895 habitants en 2010 font d'elle la 93e aire urbaine de France, tandis que les 86 443 de l'unité urbaine en font la 67e du pays. 
Elle est rattachée à l'espace urbain Est. Son nom rappelle qu'elle appartient à une agglomération transfrontalière plus large centrée sur la ville allemande de Sarrebruck.

## Caractéristiques
D'après la définition qu'en donne l'INSEE, l'aire urbaine de Forbach est composée depuis 2010 de 25 communes, situées en Moselle, dont quinze appartiennent à l'agglomération de Forbach (unité urbaine). Selon le découpage de 1999, l'aire urbaine comptait trois communes de moins (Grosbliederstroff, Guenviller et Lixing-lès-Rouhling) mais était plus peuplée et pointait au 73e rang national. C'est l'une des rares aires urbaines françaises dont la population diminue.
Le tableau suivant détaille la répartition de l'aire urbaine sur le département (les pourcentages s'entendent en proportion du département) :
| Département | Communes | Communes (%) | Superficie (km²) | Superficie (%) | Population (2010) | Population (%) |
| ----------- | -------- | ------------ | ---------------- | -------------- | ----------------- | -------------- |
| Moselle     | 25       | 3,4          | 163,24           | 2,6            | 102 895           | 9,8            |

## Communes
Voici la liste des communes françaises de l'aire urbaine de Forbach.
| Code INSEE | Commune                | Type                  | Superficie (km²) | Population (2017) | Densité (2017, hab./km²) | Population (1999) |
| ---------- | ---------------------- | --------------------- | ---------------- | ----------------- | ------------------------ | ----------------- |
| 57013      | Alsting                | Commune monopolarisée | +0005,73         | +0 0002 589,      | +00451,8                 | +0 0002 664,      |
| 57058      | Behren-lès-Forbach     | Pôle urbain           | +0005,54         | +0 0006 562,      | +01 184,5                | +00010 073,       |
| 57061      | Béning-lès-Saint-Avold | Pôle urbain           | +0003,69         | +0 0001 140,      | +00308,9                 | +0 0001 231,      |
| 57073      | Betting                | Pôle urbain           | +0004,45         | +00 000882,       | +00198,2                 | +00 000902,       |
| 57101      | Bousbach               | Commune monopolarisée | +0005,91         | +0 0001 226,      | +00207,4                 | +00 000950,       |
| 57144      | Cocheren               | Pôle urbain           | +0005,62         | +0 0003 478,      | +00618,9                 | +0 0003 293,      |
| 57202      | Etzling                | Pôle urbain           | +0004,94         | +0 0001 184,      | +00239,7                 | +0 0001 188,      |
| 57222      | Folkling               | Commune monopolarisée | +0011,87         | +0 0001 303,      | +00109,8                 | +0 0001 386,      |
| 57227      | Forbach                | Pôle urbain           | +0016,3          | +00021 552,       | +01 320,6                | +00022 807,       |
| 57240      | Freyming-Merlebach     | Pôle urbain           | +0009,06         | +00012 818,       | +01 414,8                | +00014 461,       |
| 57260      | Grosbliederstroff      | Commune monopolarisée | +0013,07         | +0 0003 303,      | +00252,7                 |                   |
| 57271      | Guenviller             | Commune monopolarisée | +0004,74         | +00 000645,       | +00136,1                 |                   |
| 57316      | Henriville             | Commune monopolarisée | +0003,95         | +00 000753,       | +00190,6                 | +00 000764,       |
| 57332      | Hombourg-Haut          | Pôle urbain           | +0012,25         | +0 0006 433,      | +00525,1                 | +0 0009 486,      |
| 57360      | Kerbach                | Pôle urbain           | +0004,45         | +0 0001 189,      | +00267,2                 | +00 000977,       |
| 57408      | Lixing-lès-Rouhling    | Commune monopolarisée | +0004,22         | +00 000937,       | +00222,                  |                   |
| 57484      | Morsbach               | Pôle urbain           | +0005,09         | +0 0002 686,      | +00527,7                 | +0 0002 449,      |
| 57521      | Œting                  | Pôle urbain           | +0004,39         | +0 0002 679,      | +00610,3                 | +0 0001 865,      |
| 57537      | Petite-Rosselle        | Pôle urbain           | +0005,05         | +0 0006 338,      | +01 255,                 | +0 0006 785,      |
| 57596      | Rosbruck               | Pôle urbain           | +0001,41         | +00 000764,       | +00541,8                 | +00 000912,       |
| 57638      | Schœneck               | Commune monopolarisée | +0004,06         | +0 0002 570,      | +00633,                  | +0 0002 761,      |
| 57644      | Seingbouse             | Commune monopolarisée | +0008,05         | +0 0001 822,      | +00226,3                 | +0 0001 708,      |
| 57659      | Spicheren              | Pôle urbain           | +0008,11         | +0 0003 224,      | +00397,5                 | +0 0003 287,      |
| 57660      | Stiring-Wendel         | Pôle urbain           | +0003,6          | +00011 618,       | +03 227,2                | +00013 129,       |
| 57665      | Tenteling              | Commune monopolarisée | +0007,19         | +0 0001 077,      | +00149,8                 | +00 000996,       |
|            |                        | Total                 | +0162,74         | +00098 772,       | +00608,68                | +00104 074,       |